# Szkoła chicagowska (socjologia)
Szkoła chicagowska – nurt w socjologii empirycznej związany z Uniwersytetem w Chicago, utworzonym w 1892 roku z pierwszym wydziałem socjologii na świecie, rozwijający się od lat 20. XX wieku.

## Charakterystyka
Publikacją, która rozpoczęła niezależność tego nurtu w socjologii była praca Roberta E. Parka The City z 1915. W początkowym okresie przyczyniła się do rozwoju tej szkoły także praca Floriana Znanieckiego i Williama Thomasa Chłop polski w Europie i Ameryce.
Przedstawiciele szkoły chicagowskiej koncentrowali się na badaniach empirycznych, w szczególności na badaniach terenowych, rezygnując z budowania systemów teoretycznych. Badania te dotyczyły w szczególności miasta jako obszaru działania społecznego i jego problemów społecznych oraz przyczyniły się do rozwoju socjologii miasta a przede wszystkim socjologii dewiacji. Chicago potraktowane zostało przez badaczy jako naturalne laboratorium, w którym obserwowali oni różne przejawy miejskiego życia społecznego. Duży wpływ na podejście badawcze w tej szkole miał ewolucjonizm, a także metody badawcze opracowane w ekologii, w szczególności w ekologii roślin.
Początki dynamicznego rozwoju socjologii miasta w szkole chicagowskiej związane są z nazwiskami twórcy ekologii społecznej Roberta E. Parka, twórcy modelu koncentrycznego miasta Ernesta Burgessa oraz Roberta McKenzie, który szeroko opisał procesy ekologiczne zachodzące na obszarze miast.
Przedstawiciele tej szkoły nie tylko tworzyli modele miast, ale przede wszystkim angażowali się w diagnozowanie i rozwiązywanie zachodzących na obszarze miast problemów społecznych, przede wszystkim związanych z różnymi przejawami patologii społecznej. M.in. zaczęto tworzyć tzw. mapy przestępczości i mapy problemów społecznych dla różnych instytucji zwalczających problemy patologii społecznej: policji, ośrodków pomocy społecznej.
Działalność szkoły miała znaczny wpływ na rozwój socjologii empirycznej i rozwój metod jakościowych w socjologii. Poza pracami związanymi z problemami miasta i przestępczości przedstawiciele szkoły rozwijali takie dyscypliny jak: socjologia rodziny czy socjologia organizacji. W roku 1923 powstała organizacja pod nazwą The Local Community Research Committee, która skupiała się na badaniu rozwoju urbanistycznego, przestępczości nieletnich, bezdomności, ubóstwa czy zbiorowości imigrantów.
Znaczna część przedstawicieli szkoły chicagowskiej była nie tylko badaczami, ale także praktykami społecznymi, angażującymi się w rozwiązywanie problemów społecznych Chicago. Cliford Shaw, który wraz z Henrym McKayem rozwinął badania zjawisk kryminalnych dając podstawy pod współczesną kryminologię był kuratorem społecznym, natomiast Jane Addams uzyskała za swoją działalność Pokojową Nagrodę Nobla. Socjologię w tej szkole traktowano jako naukę przydatną do rozwiązywania problemów społecznych, a nie tylko do ich opisu.